# 召伯父辛
召伯父辛（?—?），中国西周初年人物。根据出土文物，得知其名。对于他是文献记载的召公奭，还是召公的儿子，史学界还未有统一观点。

## 相关铭文
- 《宪鼎铭》铭文：“佳九月既生霸辛酉，在燕，侯易宪贝、金。扬侯休、用作召伯父辛彝”。
- 《侯旨鼎铭》铭文：“侯旨作父辛”。
- 《和爵》铭文：“和作召伯父辛彝”。